# Тит Клодий Еприй Марцел
Тит Клодий Еприй Марцел (на латински: Titus Clodius Eprius Marcellus; * Капуа; † 79 г.) е политик на Римската империя по времето на императорите Клавдий, Нерон и Веспасиан.

## Биография
Произлиза от Капуа и е homo novus. По времето на император Клавдий влиза в сената. През 48 г. Еприй е претор и след това легионски командир, от 53 до 56 г. е преторски управител на Ликия, 56 г. става авгур. По времето на Нерон той е проконсул на Кипър. През ноември и декември 62 г. Еприй е суфектконсул заедно с Квинт Юний Марул.
Еприй показва голям ораторски талант в сената. През 66 г. получава пет милиона сестерции за обвинението на Гай Косуциан Капитон.
След Нерон кръговете около Гай Хелвидий Приск го обвиняват безуспешно за близостта му до него. Близкият му император Веспасиан го изпраща за три години като проконсул на провинция Азия. През 74 г. Еприй е отново (iterum) суфектконсул. Освен това е член на три жречески колегии.
Въпреки приятелството му с Веспасиан, той участва през 79 г. в заговор против него. След присъдата от сената Еприй се самоубива.